# SkyUp Airlines
SkyUp Airlines LLC es una aerolínea ucraniana de vuelos chárter y de bajo costo que comenzó a operar en mayo de 2018. 
Durante 2021, la aerolínea transportó 2.546.899 pasajeros, realizó 15.962 vuelos y transportó 786,5 toneladas de carga. Cuenta con 1.172 empleados.

## Historia
En 2016, SkyUp se convirtió en una empresa registrada en Kiev, Ucrania. El 14 de diciembre de 2017, el ministro de Infraestructura Volodymyr Omelyan anunció el lanzamiento de una nueva aerolínea privada nacional llamada SkyUp Airlines. Los principales accionistas de la compañía eran ACS-Ukraine Ltd, Yuri Alba y Tatyana Alba, quienes también eran dueños del operador turístico Join UP!, que se esperaba que cooperara con la aerolínea para proporcionar vuelos chárter para paquetes vacacionales.
Los planes para el primer año incluían concentrarse en vuelos chárter internacionales a destinos populares de verano, así como vuelos programados dentro de Ucrania y a varios destinos internacionales. La venta de boletos estaba programada para comenzar en abril de 2018. SkyUp también tenía la intención de cooperar con Ukraine International Airlines.
La compañía comenzó a operar el 21 de mayo de 2018 con un vuelo desde Kiev-Zhuliany a Sharm El Sheij. En marzo de 2018, SkyUp Airlines y Boeing finalizaron un pedido en firme para la compra de dos Boeing 737 MAX 8 y tres Boeing 737 MAX 10 que se entregarán en 2023. Además, la aerolínea tiene la opción de comprar otros cinco aviones. En su lanzamiento, la aerolínea tenía la intención de operar vuelos chárter desde Kiev-Borýspil y Kiev-Zhuliany, así como Járkov, Leópolis, Odesa y otras ciudades de Ucrania a un total de dieciséis destinos: Alicante, Antalya, Barcelona, Bodrum, Burgas, Dalaman, Dubái, Hurgada, Lárnaca, Palma de Mallorca, Niza, Rímini, Sharm el-Sheij, Tenerife, Tivat, Tel Aviv y Varna. Tras el lanzamiento de las operaciones chárter, la aerolínea planeó iniciar servicios domésticos desde Odesa a Kiev, Járkov y Leópolis a finales de mayo o principios de junio de 2018. La aerolínea también tenía la intención de operar servicios internacionales desde Kiev a Barcelona, Dubái y Lárnaca.
En febrero de 2019, la aerolínea anunció que trasladaría su base principal de Kiev-Zhuliany a Kiev-Borýspil a partir del comienzo del programa de verano. La aerolínea dijo que la decisión de cambiar el aeropuerto de origen se tomó debido a las restricciones a la operación de aeronaves en el aeropuerto de Zhuliany. También en 2019, SkyUp fue atacada por la corte con veredictos de culpabilidad controvertidos que resultaron en la suspensión de su licencia. Sin embargo, los periodistas revelaron que la mujer, que supuestamente apeló ante el tribunal, dijo que nunca había sido cliente de SkyUp y no apeló ante el tribunal. El Primer Ministro de Ucrania, así como el ministro de Infraestructura, calificaron el ataque judicial de sospechoso. Más tarde, se revocaron los veredictos de culpabilidad y la suspensión de la licencia, mientras que el juez responsable del veredicto ilegal fue destituido.
El 20 de febrero de 2020, el gobierno ucraniano alquiló uno de los aviones de la aerolínea para evacuar a los ciudadanos de Wuhan durante la pandemia de COVID-19, que en ese entonces no era una pandemia.
En 2021, SkyUp se convirtió en la primera aerolínea ucraniana en lanzar vuelos directos desde Arabia Saudita a Ucrania.
En octubre de 2021, se introdujo un nuevo uniforme para los auxiliares de vuelo: los zapatos de tacón alto se reemplazaron por zapatillas deportivas y los trajes de pantalón en lugar de faldas.
SkyUp Airlines ganó la nominación Heart of Airspace según los Premios de Turismo de Ucrania 2021.
El 24 de febrero de 2022, coincidiendo con el cierre del espacio aéreo ucraniano al tráfico de aviación civil, SkyUp canceló todos los vuelos hasta el 6 de marzo de 2022. Desde el comienzo de la invasión rusa, la aerolínea ha estado realizando vuelos humanitarios y de evacuación, además de proporcionar wet leasing (con tripulación) para su flota.
En mayo de 2023, SkyUp anunció la formación de una nueva empresa con sede en Malta llamada SkyUp Europe, y se le transfirió un Boeing 737-800 registrado 9H-SAU, posteriormente se añadieron dos 737-800 más (9H-SAS y 9H-SAU). Anunciaron que realizarían vuelos de wet leasing con la esperanza de que eventualmente se pudieran operar servicios programados dentro de Europa. La aerolínea tiene un código ICAO de SEU con un indicativo de SkyUp Europe.

## Destinos
SkyUp Airlines sirve los siguientes destinos:
| Países   | Destinos          | Aeropuertos                                             | Notas                                         | Referencias   |
| -------- | ----------------- | ------------------------------------------------------- | --------------------------------------------- | ------------- |
| Chipre   | Lárnaca           | Aeropuerto Internacional de Lárnaca                     | Estacional. Renicia el 17 de abril de 2025    | [ 23 ]        |
| España   | Alicante          | Aeropuerto de Alicante-Elche Miguel Hernández           | Estacional. Reinicia el 19 de mayo de 2025    |               |
| España   | Barcelona         | Aeropuerto Josep Tarradellas Barcelona-El Prat          | Estacional. Reinicia el 7 de mayo de 2025     | [ 24 ] [ 25 ] |
| España   | Palma de Mallorca | Aeropuerto de Palma de Mallorca                         | Estacional. Reinicia el 24 de mayo de 2025    | [ 25 ]        |
| Francia  | Beauvais          | Aeropuerto de Beauvais-Tillé                            | Estacional. Reinicia el 28 de abril de 2025   | [ 23 ]        |
| Francia  | Niza              | Aeropuerto Internacional de Niza-Costa Azul             | Estacional. Reinicia el 19 de mayo de 2025    |               |
| Grecia   | Atenas            | Aeropuerto Internacional Eleftherios Venizelos          | Estacional. Reinicia el 19 de mayo de 2025    |               |
| Grecia   | Heraclión         | Aeropuerto Internacional de Heraclión Nikos Kazantzakis | Estacional. Reinicia el 19 de abril de 2025   | [ 26 ]        |
| Grecia   | Salónica          | Aeropuerto Internacional Macedonia                      | Estacional. Reinicia el 20 de mayo de 2025    |               |
| Moldavia | Chisináu          | Aeropuerto Internacional de Chisináu                    | Hub secundario. Inicia el 17 de abril de 2025 |               |
| Portugal | Lisboa            | Aeropuerto de Lisboa                                    | Estacional. Reinicia el 18 de abril de 2025   | [ 27 ]        |

## Flota

### Flota actual
La flota de SkyUp consiste en la actualidad en las siguientes aeronaves:
| Aeronaves         | En servicio | Pedidos | Pasajeros (clase única)                            | Matrículas                                         | Antigüedad                                         |
| ----------------- | ----------- | ------- | -------------------------------------------------- | -------------------------------------------------- | -------------------------------------------------- |
| Boeing 737-700    | 2           | —       | 149                                                | UR-SQD                                             | 22,5 años                                          |
| Boeing 737-700    | 2           | —       | 149                                                | UR-SQE                                             | 22 años                                            |
| Boeing 737-800    | 5           | —       | 189                                                | UR-SQG                                             | 25,4 años                                          |
| Boeing 737-800    | 5           | —       | 189                                                | UR-SQO                                             | 12,1 años                                          |
| Boeing 737-800    | 5           | —       | 189                                                | UR-SQC                                             | 11,8 años                                          |
| Boeing 737-800    | 5           | —       | 189                                                | UR-SQF                                             | 11,3 años                                          |
| Boeing 737-800    | 5           | —       | 189                                                | UR-SQB                                             | 11,2 años                                          |
| Boeing 737 MAX 8  | —           | 2       | 200                                                |                                                    |                                                    |
| Boeing 737 MAX 10 | —           | 3       | 230                                                |                                                    |                                                    |
| Total             | 7           | 5       | Edad media de la flota (enero de 2025): 16,6 años. | Edad media de la flota (enero de 2025): 16,6 años. | Edad media de la flota (enero de 2025): 16,6 años. |